# Kozîrivka, Novhorodka
Kozîrivka (în ucraineană Козирівка) este un sat în comuna Tarasivka din raionul Novhorodka, regiunea Kirovohrad, Ucraina.

## Demografie
Componența lingvistică a localității Kozîrivka
     Ucraineană (97,47%)
     Rusă (2,53%)
Conform recensământului din 2001, majoritatea populației localității Kozîrivka era vorbitoare de ucraineană (97,47%), existând în minoritate și vorbitori de rusă (2,53%).